# Les Bonnes Causes
Pour plus de détails, voir Fiche technique et Distribution.
Les Bonnes Causes est un film franco-italien réalisé par Christian-Jaque, sorti en 1963. Il s’agit d’une adaptation d'un roman de Jean Laborde publié en 1960.

## Synopsis
Gina est l'infirmière dévouée de Paul Dupré, riche industriel soigné pour des problèmes cardiaques. Dupré meurt brutalement lors d'une injection faite par Gina et, aussitôt, son épouse Catherine accuse l'infirmière, avec l'aide du célèbre avocat Charles Cassidi, qui est aussi son amant depuis peu. Gina est défendue par un avocat débutant, Me Philliet. L'enquête est menée par le juge d'instruction Albert Gaudet. Très vite Gaudet trouve que trop de coïncidences ou d'incohérences accablent Gina, mais aussi que la connivence et la liaison avérée entre Catherine Dupré et Cassidi sont troublantes, d'autant que cet avocat a écrit nombre d'articles sur le crime parfait.
Quand le juge, peu à peu convaincu de la culpabilité de l'épouse, croit avoir trouvé le témoin nécessaire pour confondre Catherine Dupré, celui-ci perd ses moyens face à Cassidi, qui protège habilement sa maîtresse. Gaudet demande à être dessaisi, ce qui aboutit au renvoi de Gina devant une cour d'assises. Même s'il témoigne en faveur de l'accusée par souci de vérité, d'intégrité et de justice, Gina est condamnée à huit ans de prison. À peine la sentence prononcée, Catherine Dupré part pour la Côte d'Azur avec un autre amant. Cassidi comprend qu'il a été manipulé, exhorte Me Philliet à se pourvoir en cassation, et jure de faire tout pour que justice soit faite… puisqu'il le sait, Gina est innocente.

## Fiche technique
- Titre : Les Bonnes Causes
- Réalisation : Christian-Jaque
- Scénario et adaptation : Paul Andréota et Christian-Jaque d'après le roman de Jean Laborde, Les Bonnes Causes[1]
- Dialogues : Henri Jeanson
- Assistant-réalisateur : Raymond Vilette
- Images : Armand Thirard
- Opérateur : Robert Florent
- Son : William-Robert Sivel
- Musique : Georges Garvarentz
- Orchestration : Mario Bua, Maurice J. Hélison
- Décors : Jean Mandaroux, assisté de Jacques d'Ovidio, Henri Sonois
- Montage : Jacques Desagneaux, assisté de Roger Cacheux
- Script-girl : Denise Morlot
- Administrateur : Michèle Girot
- Ensemblier : André Labussière
- Maquillage : Maguy Vernadet
- Costumes : Jacques Heim
- Création des bijoux : Paulette Laubie
- Coiffures : René Guidet
- Habilleuse : Annie Marolt
- Photographe de plateau : Paul Apoteker
- Régisseur général : Paul Laffargue, assisté de Suzanne Wiesenfeld
- Pays de production :  France,  Italie
- Année de tournage : 1962
- Producteur : Georges Cheyko
- Directrice de production : Ludmilla Goulian
- Sociétés de production : Méditerranée Cinéma (France), Flora Films (Italie), Mizar Films (Franco-Italienne)
- Distribution : Unidex
- Tournage : Paris Studio Cinéma de Boulogne-Billancourt (Hauts-de-Seine)
- Tournage extérieur : séquences à l’aéroport du Bourget
- Générique : Jean Fouchet
- Format : noir et blanc - 2.35:1 Franscope - son monophonique (Western Electric Sound System) - 35 mm
- Laboratoire : LTC Saint-Cloud (Hauts-de-Seine)
- Genre : drame policier
- Durée : 120 min (DVD 1h52)
- Date de sortie : France : 17 avril 1963

## Distribution
- Marina Vlady : Catherine Dupré
- Bourvil : le juge d'instruction Albert Gaudet
- Pierre Brasseur : Me Charles Cassidi
- Virna Lisi : Gina Bianchi
- Umberto Orsini : Me Philliet
- José Luis de Vilallonga : Paul Dupré
- Mony Dalmès : Marjorie
- Jacques Monod : procureur Magnin
- Jacques Mauclair : Georges Boisset
- Jean-Loup Philippe : ex-fiancé de Gina
- Robert Vidalin : président du tribunal
- Gilbert Gil : Garat, chroniqueur judiciaire
- Daniel Lecourtois : avocat
- Mohamed Jamoussi : le messager du procureur
- Hubert Noël : amant de Catherine
- Hubert Deschamps : docteur Mermet
- Raymond Devime : inspecteur Véricel
- Marcel Cuvelier : Maître Morin
- Roger Rudel : médecin hôpital
- Léa Gray : la mère de l'ex de Gina
- Jean-Henri Chambois : doyen des juges instructeurs
- le chroniqueur judiciaire Frédéric Pottecher

Non crédités 
- Robert Berri : un inspecteur
- Marcel Bernier : un inspecteur
- Henri Coutet : le vigile
- Martine de Breteuil : dame à la veillée funéraire
- Anna Gaylor : amie de Gina
- Guy-Henry : un inspecteur
- Bernard Musson : Robert
- Louis Saintève : un avocat
- Jean Saudray : pompiste
- Francis Terzian : le greffier du juge Gaudet
- Dominique Zardi : un homme sortant de l'audience
- Guy Perrot

## Autour du film
- Le film a été tourné en studio à Billancourt.
- Dans la maison de rendez-vous tenue par Mme Marjorie, on voit au mur une reproduction d'un tableau de Jules-Arsène Garnier, Le Constat d'adultère.
- Le film fait un clin d'œil à un autre, La Chartreuse de Parme de Christian-Jaque en 1947. Après sa tentative de suicide, à l'hôpital, Gina Bianchi lit le roman La Chartreuse de Parme de Stendhal. Albert Gaudet le feuillette rapidement.